# Кастера-Лектуруа
Кастера́-Лектуруа́ (фр. Castéra-Lectourois) — коммуна во Франции, находится в регионе Юг — Пиренеи. Департамент — Жер. Входит в состав кантона Лектур. Округ коммуны — Кондом.
Код INSEE коммуны — 32082.

## География
Коммуна расположена приблизительно в 560 км к югу от Парижа, в 80 км северо-западнее Тулузы, в 37 км к северу от Оша.
На западе коммуны протекает река Жер.

## Климат
Климат умеренно-океанический. Лето жаркое и немного дождливое, температура часто превышает 35 °С. Зимой часто бывает отрицательная температура и ночные заморозки. Годовое количество осадков — 700—900 мм.

## Население
Население коммуны на 2010 год составляло 305 человек.
| 1962 | 1968 | 1975 | 1982 | 1990 | 1999 | 2010 |
| ---- | ---- | ---- | ---- | ---- | ---- | ---- |
| 382  | 307  | 245  | 223  | 241  | 296  | 305  |

## Администрация
| Период | Период | Фамилия   | Партия       | Примечания |
| ------ | ------ | --------- | ------------ | ---------- |
| 2001   | 2020   | Ги Вердье | Разные левые |            |

## Экономика
В 2010 году среди 181 человека трудоспособного возраста (15-64 лет) 130 были экономически активными, 51 — неактивными (показатель активности — 71,8 %, в 1999 году было 67,6 %). Из 130 активных жителей работали 117 человек (63 мужчины и 54 женщины), безработных было 13 (5 мужчин и 8 женщин). Среди 51 неактивных 12 человек были учениками или студентами, 26 — пенсионерами, 13 были неактивными по другим причинам.

## Достопримечательности
- Церковь Св. Марии Магдалины (XV век). Исторический памятник с 1986 года[4]

## Фотогалерея

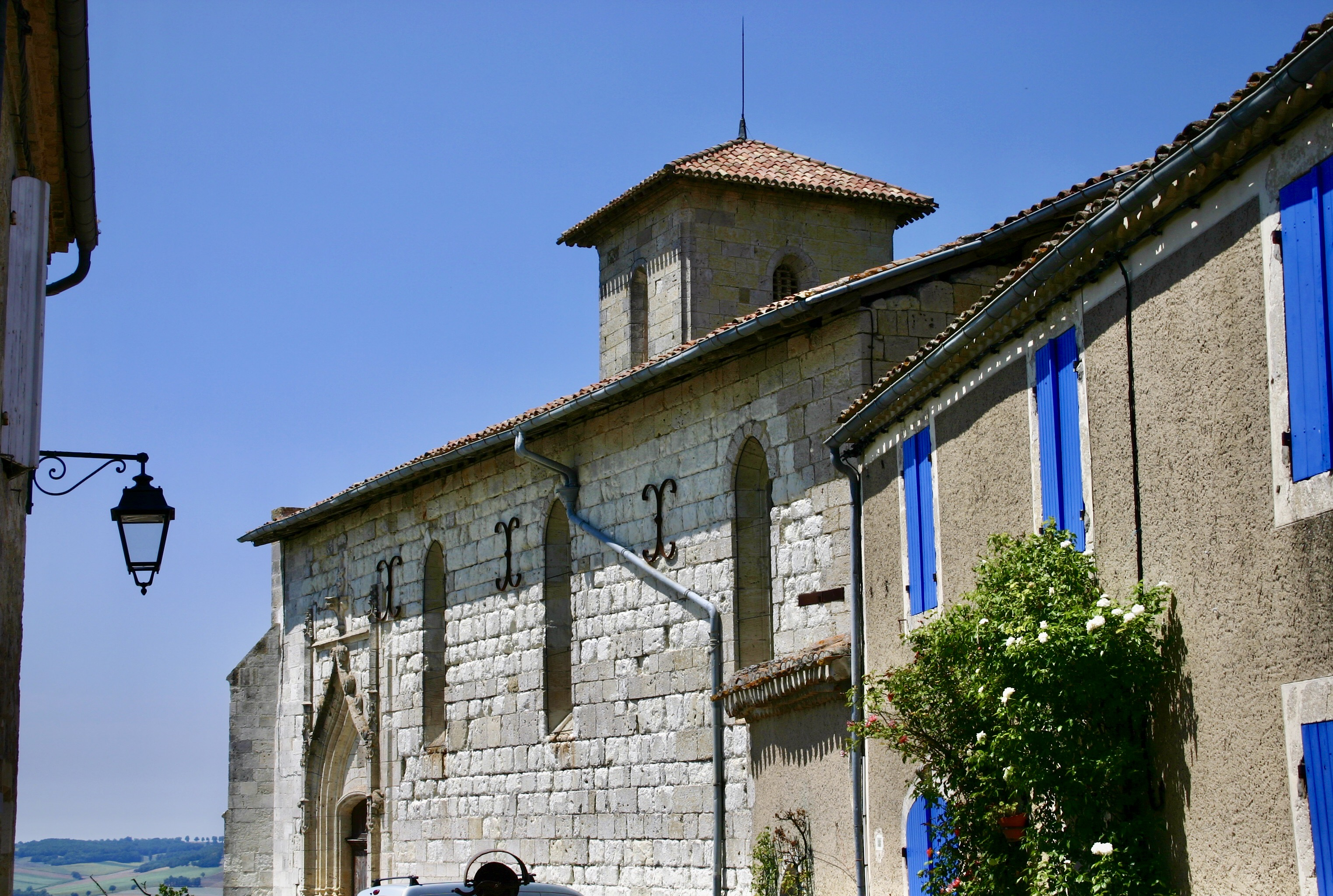
Церковь
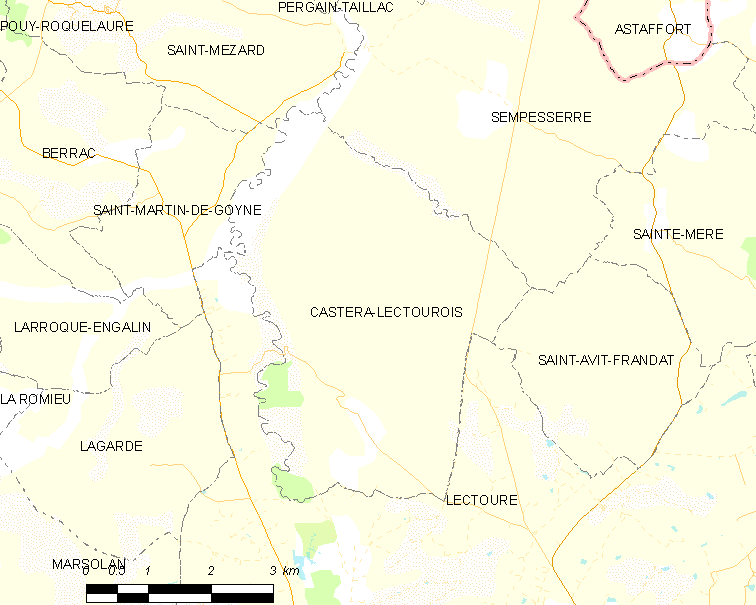
Карта коммуны